# Церковь Благовещения Пресвятой Богородицы (Степановское)
Церковь Благовещения Пресвятой Богородицы (Благовещенская церковь) — православный храм в селе Степановском Раменского городского округа Московской области. Относится к 2-му Бронницкому благочинию Коломенской епархии Русской православной церкви.
Церковь входит в храмовый комплекс, включающий также церковь Исаакия Далматского.

## История

Храмовый комплекс в 2016 году

Село Степановское — вотчина родственников царственной династии: здесь хозяином был Никита Романович Захарьин-Юрьев, которому была пожалована эта вотчина самим Иваном Грозным после военного похода на Казань в 1552 году. Здесь и был сооружён величественный ансамбль из двух церквей.
Церковь Благовещения Пресвятой Богородицы была сооружена в XVI веке, в период между 1535 и 1565 годами. Была перестроена в конце XVII века окольничим М. Т. Лихачёвым. Одноглавое здание храма представляет собой выдержанный в стиле московского барокко бесстолпный одноапсидный храм типа восьмерик на четверике, с двумя приделами, посвященными святителю Николаю и великомученику Георгию Победоносцу. Объединяет приделы общая трапезная часть храма. В 1715 году в церкви находилась круглая икона Иоанна Богослова, по преданию выполненная Петром I. Кроме этой иконы, в храме хранились другие святыни: икона Святого Николая византийского письма и греческая панагия с частицей его мощей. В начале XVIII века владелец села князь М. П. Гагарин пожертвовал церкви парчовые священнические облачения с дарственной надписью.
После Октябрьской революции весной 1922 года из обеих церквей храмового комплекса изъяли церковные ценности. В 1930-е годы в селе был создан колхоз, а после закрытия Благовещенской церкви в 1938 году, в её здании был устроен продуктовый магазин. После Великой Отечественной войны храмы были заброшены, постепенно разрушаясь. В конце 1990-х годов была зарегистрирована местная православная община, церковь была передана верующим, по настоящее время в ней производятся медленные ремонтные работы. Силами церковной общины в 2000 году была расчищена территория храма, выполнен архитектурный проект восстановления церкви, продолжаются восстановительные работы.
В отремонтированном приделе Благовещенского храма иногда проводятся богослужения. Настоятелем церкви с 2020 года является священник Василий Агеев.